# Нерн
Нерн (англ. Nairn, шотл. гел. Inbhir Narann) — стародавнє рибальске портове містечко і ярмарок в Шотландії, в області Гайленд. Розташоване на березі затоки Морі-Ферт Північного моря, за 26 км на схід від міста Інвернесса. Це третє за чисельністю населення місто в Хайленді, населення становило 8 418 осіб в 2001 році.

## Видатні люди
Мюррей Роуз — видатний австралійський плавець, чотириразовий олімпійський чемпіон, уроженець Шотландії, переїхав до Австралії дитиною разом із сім'єю. Став триразовим олімпійським чемпіоном у віці 17 років.

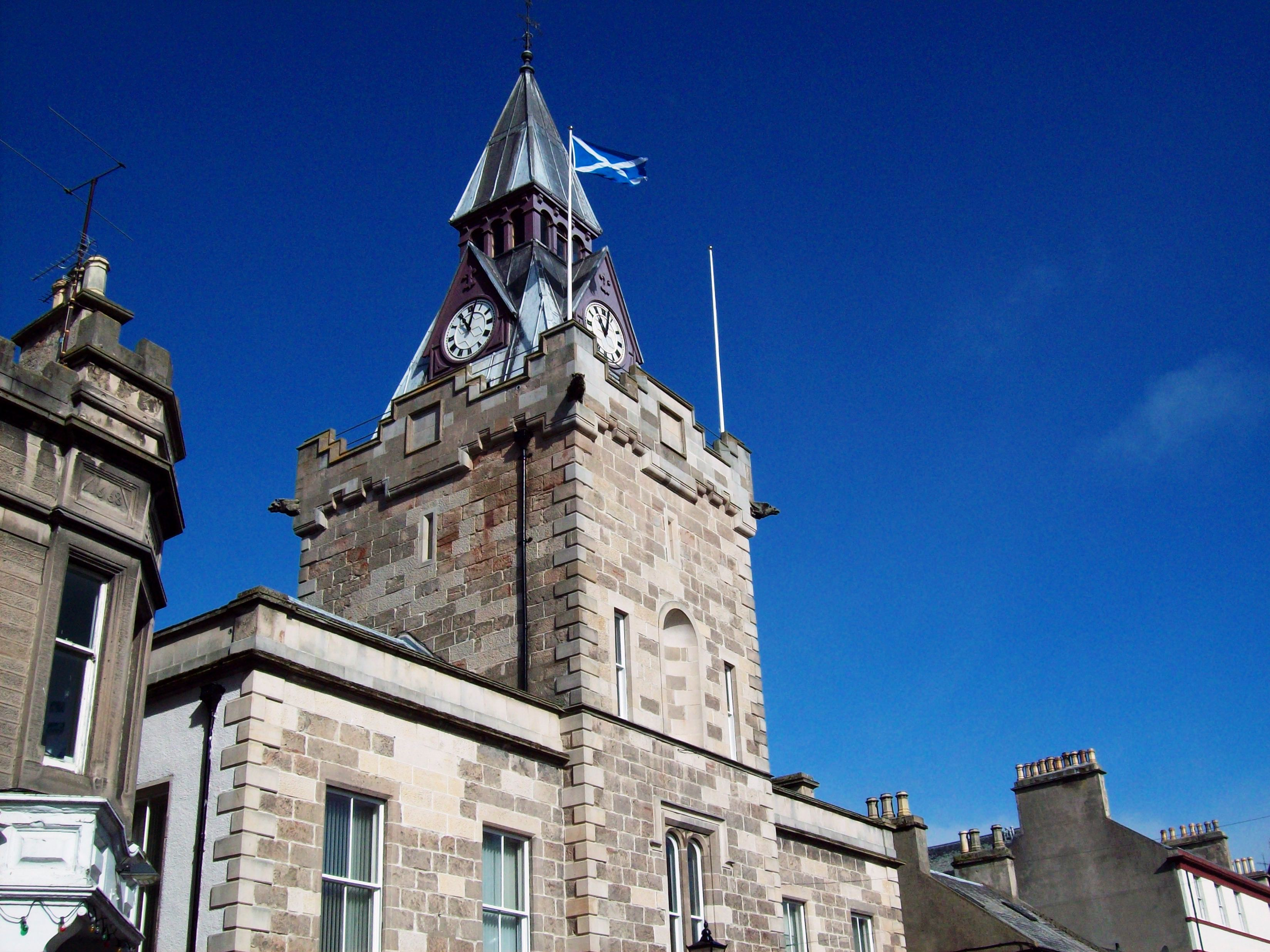
Ратуша Нерна

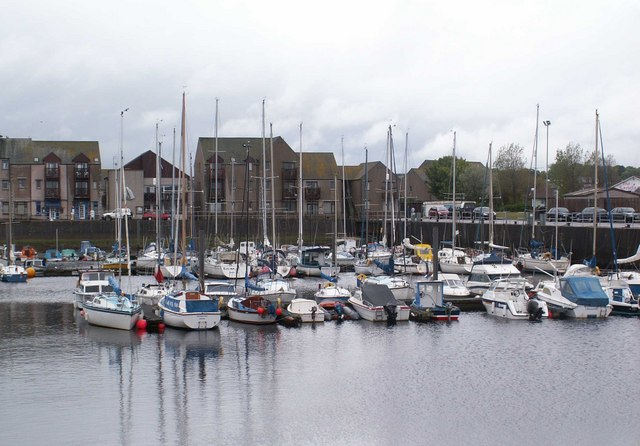
Човни у порту Нерн